# هيوتشين
هيوتشين (بالفرنسية: Heuchin)‏ هي بلدية تقع في إقليم باد كاليه من منطقة نور با دو كاليه في شمال فرنسا. تبلغ مساحة هذه المدينة 8.16 (كم²)، وترتفع عن سطح البحر 83 م، يبلغ عدد سكانها 534 نسمة حسب إحصاء المعهد الوطني للإحصاء والدراسات الاقتصادية سنة 2009 م. وترأس Bertrand Vaast البلدية خلال فترة (2008-2014).